# Lliri xifioide
Iris latifolia, el lliri xifioide és una espècie del gènere Iris, de la família Iridàcies. Els espècimens naturals són endèmics dels Pirineus i la Serralada Cantàbrica, encara que és un dels lliris més cultivats per les seves boniques flors blaves.

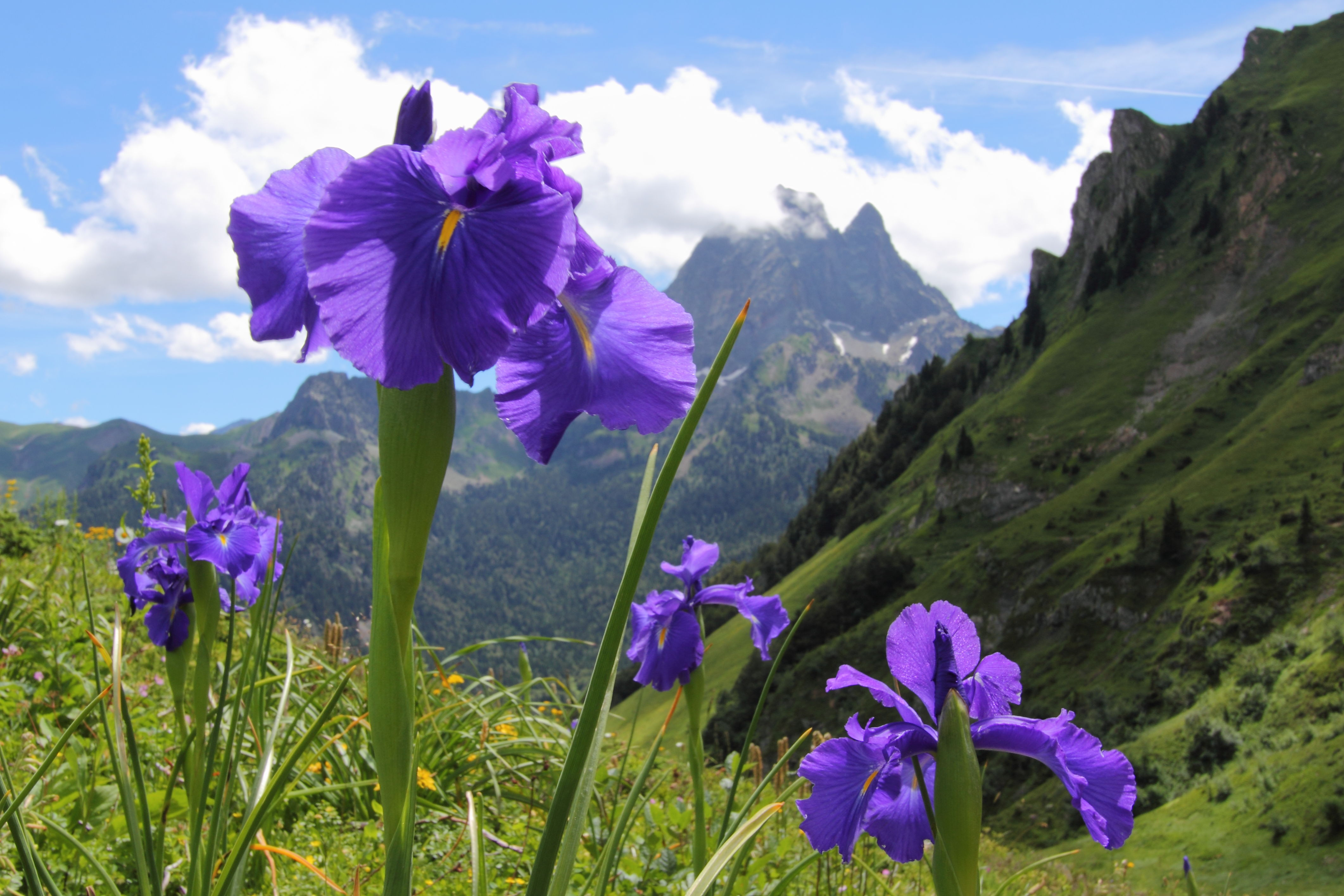
Iris latifolia als Pirineus francesos

## Morfologia
Iris latifolia creix entre 30 i 70 cm. i produeix dues o tres flors de color blau profund amb marques grogues al centre dels pètals inferiors. Les flors tenen sis tèpals i fan 12-13 cm diàmetre. Les fulles comencen a créixer a principis de primavera, abans que la neu s'hagi fos completament, i (a diferència dels altres lliris del nostre país) són linears i canaliculades, amb l'anvers clarament diferent del revers. A més, és una espècie bulbosa, i no rizomatosa com els altres. El bulb amb una pell fina i de color marró fosc, creix entre 10 i 15 cm de profunditat a terra.

## Ecologia
Es una planta d'alta muntanya, que prefereix prats assolellats i amb sòls profunds que poden retenir la humitat que trobarem principalment en els prats de sudorn (Festuca paniculata), escenari d'altres espècies de flors tan vistoses com el lliri xifioide.

## Sinònims
Iris xiphioides Ehrh.